# Красноармеец (Саратовская область)
Красноармеец — упразднённый посёлок в Балаковском районе Саратовской области в составе сельского поселения Быково-Отрогское муниципальное образование. Исключен из учётных данных в 2016 году.

## География
Находится на расстоянии примерно 30 километров по прямой на юго-запад от города Балаково. Как населённый пункт посёлок не существует, фактически представляет собой урочище.

## Население
| 2010 |
| ---- |
| 0    |

Постоянное население составляло не было учтено как в 2002 году, так и в 2010.